# Державний кордон Бразилії

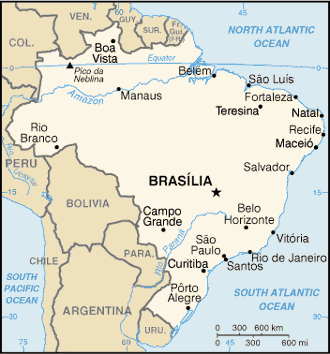
Карта Бразилії

Державний кордон Бразилії — державний кордон, лінія на поверхні Землі та вертикальна поверхня, що проходить по цій лінії, що визначають межі державного суверенітету Бразилії над власними територією, водами, природними ресурсами в них і повітряним простором над ними.

## Сухопутний кордон
Загальна довжина кордону — 16 145 км. Бразилія межує з 10 державами. Уся територія країни суцільна, тобто анклавів чи ексклавів не існує.
Ділянки державного кордону
| Держава   | Ділянка         | Довжина (км) | Прикордонні регіони | Примітки |
| --------- | --------------- | ------------ | ------------------- | -------- |
| Аргентина | південь         | 1263         |                     |          |
| Болівія   | захід           | 3403         |                     |          |
| Колумбія  | північний захід | 1790         |                     |          |
| Франція   | північ          | 649          |                     |          |
| Гаяна     | північ          | 1308         |                     |          |
| Парагвай  | південь         | 1371         |                     |          |
| Перу      | захід           | 2659         |                     |          |
| Суринам   | північ          | 515          |                     |          |
| Уругвай   | південь         | 1050         |                     |          |
| Венесуела | північ          | 2137         |                     |          |

## Морські кордони
Бразилія на сході омивається водами Атлантичного океану. Загальна довжина морського узбережжя 7491 км. Згідно з Конвенцією Організації Об'єднаних Націй з морського права (UNCLOS) 1982 року, протяжність територіальних вод країни встановлено в 12 морських миль (22,2 км). Прилегла зона, що примикає до територіальних вод, в якій держава може здійснювати контроль, необхідний для запобігання порушень митних, фіскальних, імміграційних або санітарних законів, простягається на 24 морські милі (44,4 км) від узбережжя (стаття 33). Виключна економічна зона встановлена на відстань 200 морських миль (370,4 км) від узбережжя. Континентальний шельф — 200 морських миль (370,4 км) від узбережжя, або до континентальної брівки (стаття 76).